# Aphoplistus pilosellus
Aphoplistus pilosellus is een keversoort uit de familie boktorren (Cerambycidae). De wetenschappelijke naam van de soort is voor het eerst geldig gepubliceerd in 1858 door Chevrolat.